# Stade Canac
Das Stade Canac (Eigenschreibweise: Stade CANAC) ist ein Baseballstadion in der kanadischen Stadt Québec der gleichnamigen Provinz. Es wurde am 14. Mai 1939 als Stade Municipal de Québec eröffnet und fasst heute 4.300 Zuschauer. Es ist die Heimspielstätte der Baseballmannschaften Québec Capitales (Frontier League) und Québec Diamants aus der Quebec Junior Elite Baseball League. Im Oktober 2016 übernahm die Gruppe Complexe de Baseball Victoria (CBV) die Leitung des Stadions. In der Vereinbarung mit Stadt erlaubte den Verkauf des Stadionnamens. Die CBV einigte sich Ende 2016 mit der Groupe Laberge, Eigentümer der Baumarkt- und Hartwaren-Einzelhandelskette Canac, über einen Sponsoringvertrag. Die Anlage wurde in Stade Canac umbenannt.

## Galerie

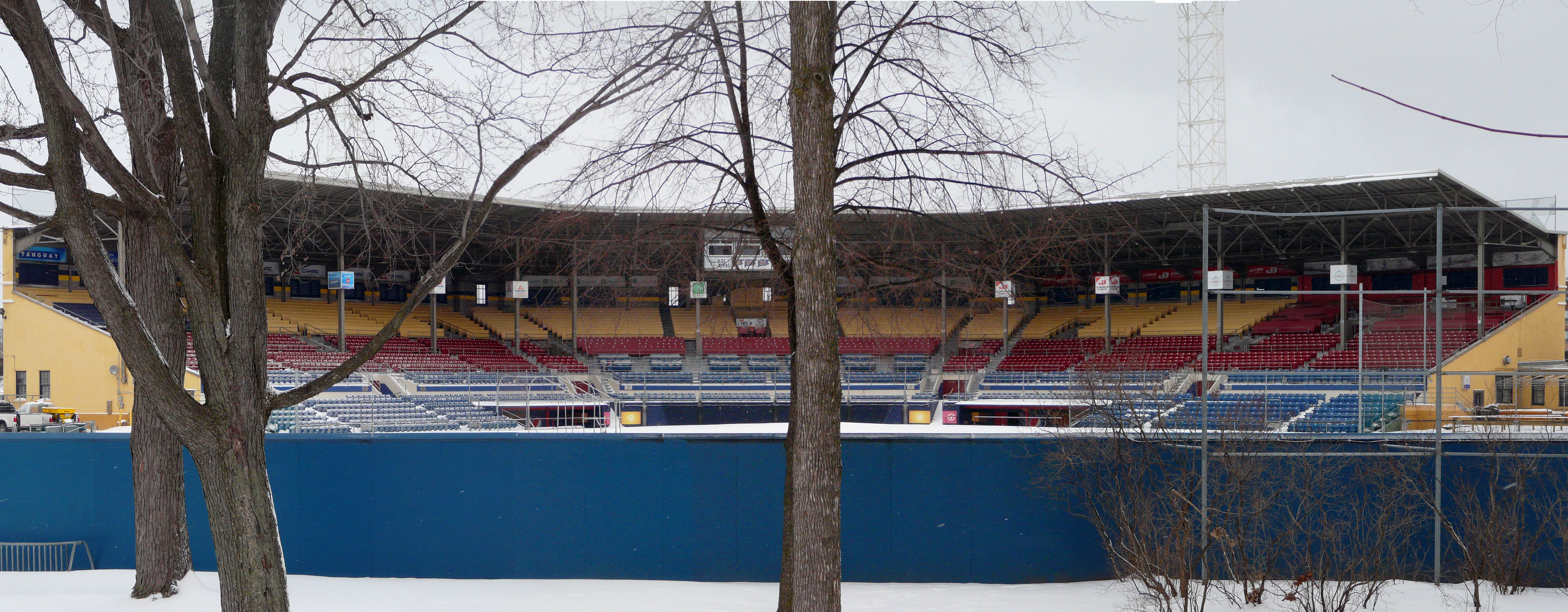
Blick auf die Tribüne im Winter 2014
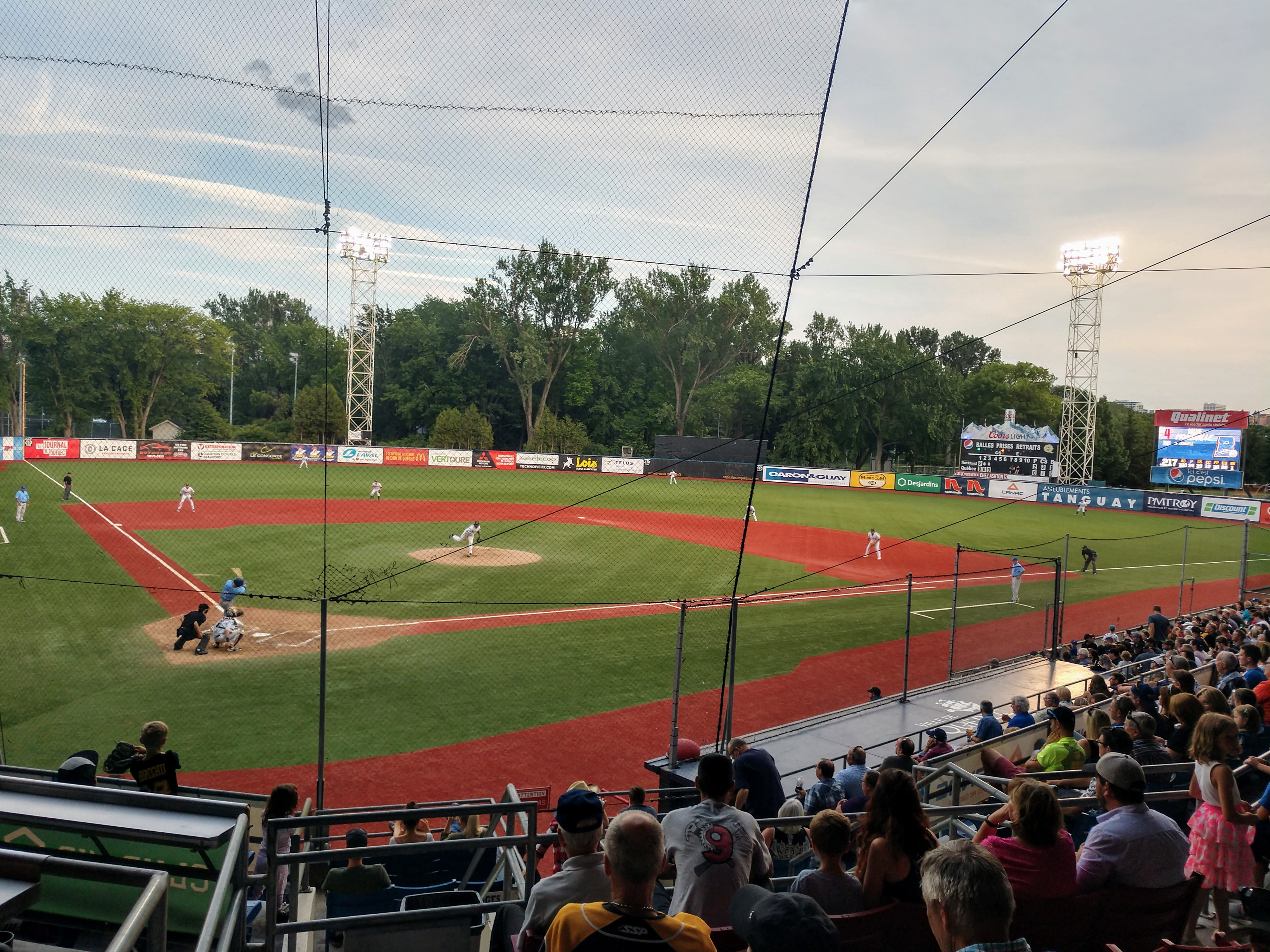
Blick auf das Spielfeld beim Spiel der Quebec Capitales und den Rockland Boulders im Juli 2018